# Fredrik Posse (1727–1794)
Fredric Arvidsson Posse, född den 17 maj 1727, död den 11 december 1794, var en svensk greve och militär. Han var son till riksrådet Arvid Posse och hovfröken, grevinnan Hedvig Christina Stenbock, samt  farfar till justitiestatsministern Arvid Mauritz Posse.

## Biografi
Posse kom i krigstjänst 1743, blev överste för Nylands infanteriregemente 1769, samt befordrades till generalmajor 1772. Samma år blev han även 1:e generaladjutant hos Gustav III och 1778 befordrad till generallöjtnant. Åren 1780–1790 var Posse överbefälhavare i Finland, blev 1792 general vid infanteriet och 1793 ledamot av Rikets ärendes allmänna beredning och en av rikets herrar.

### Familj
Posse gifte sig 22 november 1752 med friherriannan Ulrika Eleonora Wrangel af Lindeberg (1731–1795), dotter till riksrådet, friherre Erik Wrangel af Lindeberg och Elisabet von Rosen. De fick tillsammans barnen presidenten Arvid Erik Posse (1753–1825), Hedvig Elisabet Posse (1755–1774) som var gift med kanslirådet, friherre Carl Gustaf Adlermarck och Fredrika Charlotta Posse (1756–1794).

## Fotnoter
1. 1 2 3 4  Nordisk familjebok : Papua - Posselt, vol. 21, 1915, s. 1500, läs onlineläs online.[källa från Wikidata]
2. 1 2 3 4  Herman Hofberg, Svenskt biografiskt handlexikon, 1906, s. 300, läs online.[källa från Wikidata]
3. ↑  Biographiskt lexicon öfver namnkunnige svenska män : 11. Paikull-Quensel, vol. 11, 1845, s. 352, läs onlineläs online.[källa från Wikidata]
4. 1 2 3  Nils Bohman (red.), Svenska män och kvinnor : biografisk uppslagsbok. 6 P-Sheldon, vol. 6, Albert Bonniers Förlag, 1949, s. 159, läs onlineläs online.[källa från Wikidata]
5. ↑  Fredric Posse Arvidsson, Svenskt biografiskt lexikon, läs online.[källa från Wikidata]
6. ↑  Fredric Posse Arvidsson, Svenskt biografiskt lexikon, läs online.[källa från Wikidata]
7. ↑  Gabriel Anrep, Svenska adelns ättar-taflor, Norstedts förlag, 1858, s. 235, läs online.[källa från Wikidata]
8. ↑  Svenskt biografiskt lexikon, Svenskt Biografiskt Lexikon-ID: 7394, läst: 7 mars 2024.[källa från Wikidata]
9. ↑  Elgenstierna Gustaf, red (1931). Den introducerade svenska adelns ättartavlor 6 Posse-von Scheven. Stockholm: Norstedt. sid. 14. Libris 10076758. https://runeberg.org/elgenst/6/0030.html